# Aurélien Tchouaméni
Aurélien Djani Tchouaméni (Rouen, 27. siječnja 2000.) francuski je nogometaš koji igra na poziciji defenzivnog veznog. Trenutačno igra za Real Madrid.

## Klupska karijera

### Bordeaux
Za Bordeaux je debitirao 26. srpnja 2018. u kvalifikacijskoj utakmici za UEFA Europsku liga 2018./19. u kojoj je latvijski Ventspils izgubio 0:1. Svoj prvi klupski pogodak postigao je 9. kolovoza kada je Mariupolj izgubio 1:3 u grupnoj fazi tog natjecanja.

### Monaco
Tchouaméni je 29. siječnja 2020. potpisao ugovor s Monacom na četiri i pol godine. Prvi put je bio strijelac 23. siječnja 2021. kada je Monaco u Ligue 1 pobijedio Marseille 3:1.

### Real Madrid
Dana 11. lipnja 2022. Tchouaméni je potpisao šestogodišnji ugovor s madridskim Realom. Real je navodno Monacu platio 80 milijuna eura s time da taj iznos može narasti i do 100 milijuna eura zbog bonusa.
Debitirao je kao zamjena u utakmici UEFA Superkupa 2022. u kojoj je Real Madrid dobio Eintracht Frankfurt 2:0. Tchouaméni je tako osvojio svoj prvi trofej u karijeri. Klupski prvijenac postigao je 30. rujna u utakmici La Lige protiv Girone koja je završila 0:3.

## Reprezentativna karijera
Za Francusku je debitirao 1. rujna 2021. zamijenivši Thomasa Lemara u 46. minuti kvalifikacijske utakmice za Svjetsko prvenstvo 2022. protiv Bosne i Hercegovine s kojom je Francuska igrala 1:1. Svoj prvi pogodak za reprezentaciju postigao je u prijateljskoj utakmici 25. ožujka 2022. protiv Obale Bjelokosti koju je Francuska dobila 2:1. Bio je dio francuske momčadi na Svjetskom prvenstvu 2022. Dana 10. prosinca postigao je gol Engleskoj koja je ispala u četvrtfinalu tog natjecanja izgubivši 1:2. Bio je dio francuske početne postave u finalu u kojem je promašio penal prilikom izvođenja jedanaesterca. Argentina je osvojila to izdanje Svjetskog prvenstva dobivši Francusku 4:2 na jedanaesterce nakon što je rezultat bio 3:3 nakon produžetaka.

## Priznanja

### Individualna
- Mladi igrač godine Ligue 1: 2020./21.[18]
- Član momčadi godine Ligue 1: 2020./21.,[19] 2021./22.[20]

### Klupska
Monaco
- Coupe de France (finalist): 2020./21.[21]

Real Madrid
- La Liga: 2023./24.[22]
- Copa del Rey: 2022./23.[23]
- Supercopa de España: 2023./24.[24]
- UEFA Superkup: 2022.[25]
- FIFA Svjetsko klupsko prvenstvo: 2022.[26]

### Reprezentativna
Francuska
- UEFA Liga nacija: 2020./21.[27]
- Svjetsko prvenstvo (finalist): 2022.[28]

## Vanjske poveznice
- Profil, Real Madrid
- Aurélien Tchouaméni u UEFA-inim natjecanjima  (engl.)